# Clark Daniel Stearns
Clark Daniel Stearns, né le 15 janvier 1870 à Big Rapids au Michigan et mort le 25 mai 1944 à Miami en Floride, est un homme politique américain. Il est gouverneur des Samoa américaines de 1913 à 1914.